# Draba haynaldii
Draba haynaldii là một loài thực vật có hoa trong họ Cải. Loài này được Stur mô tả khoa học đầu tiên năm 1861.